# Bisbat de Fulda
El Bisbat de Fulda - Bistum Fulda (alemany), Dioecesis Fuldensis (llatí) - és una seu de l'Església Catòlica a Alemanya, sufragània de l'arquebisbat de Paderborn. Al 2013 tenia 403.668 batejats sobre una població de 1.714.494 habitants. Actualment està regida pel bisbe Heinz Josef Algermissen.

## Territori

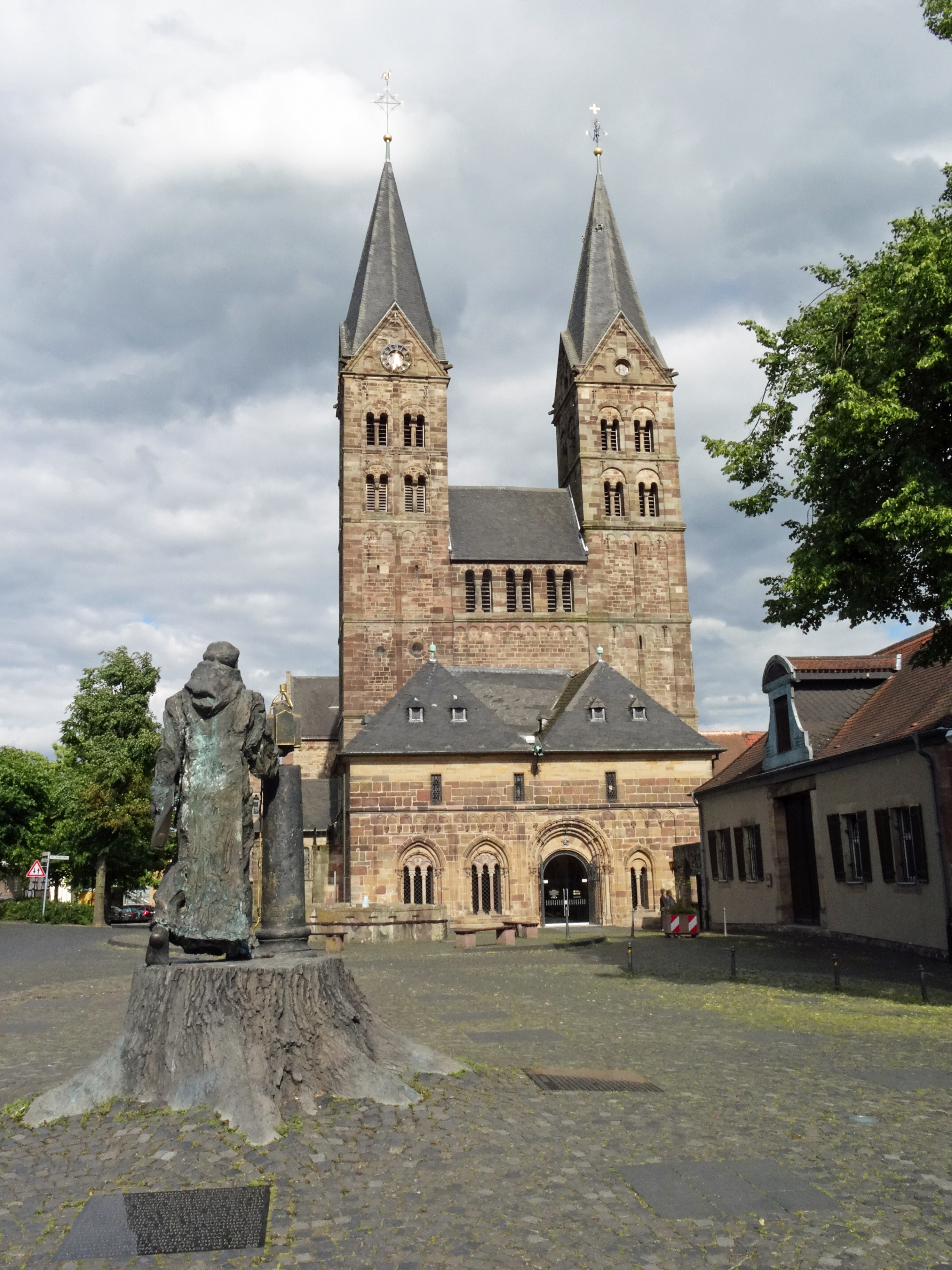
La basílica menor de Sant Pere a Fritzlar.

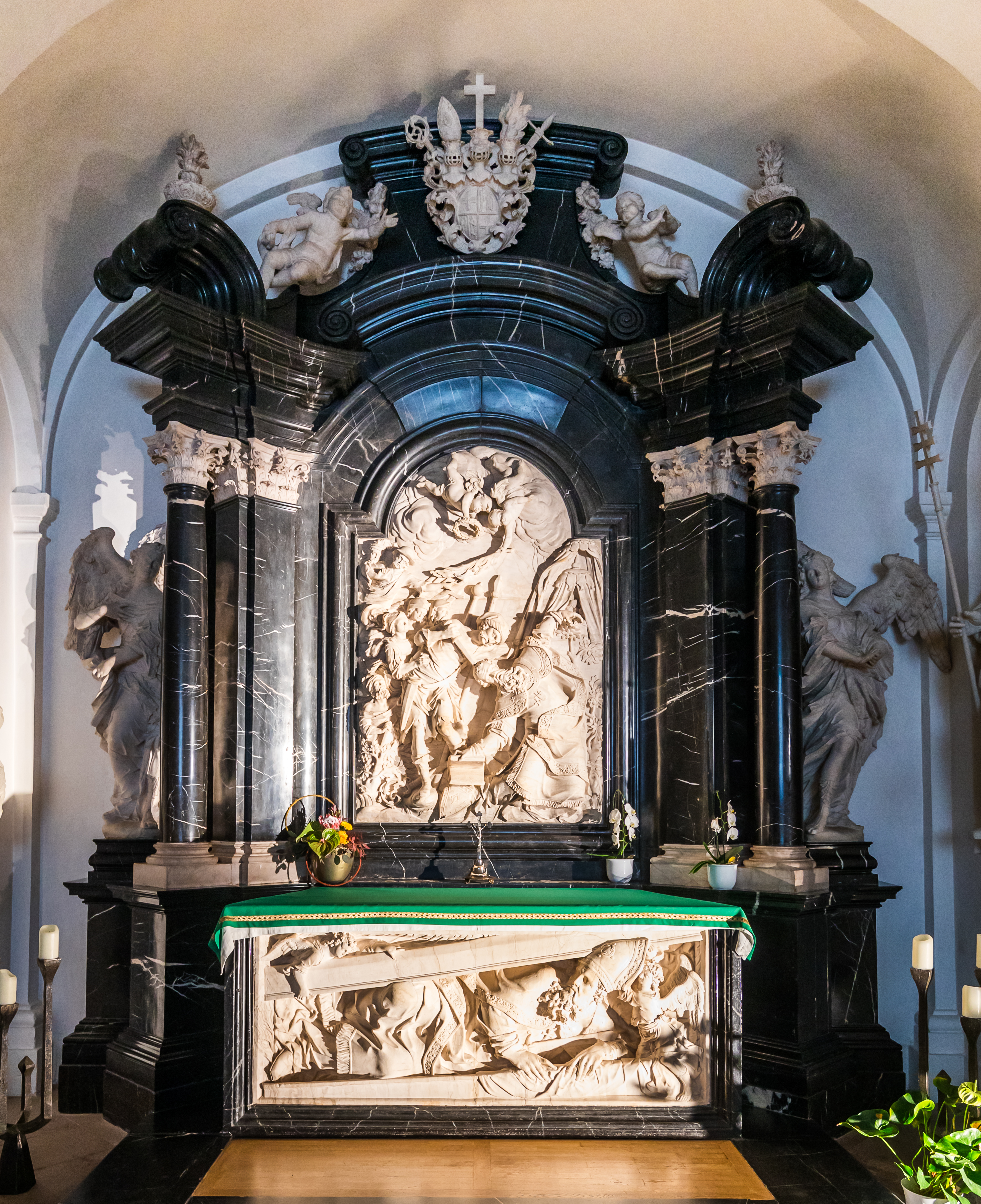
La tomba de Sant Bonifaci, venerat com apòstol d'Alemanya, a la catedral de Fulda.

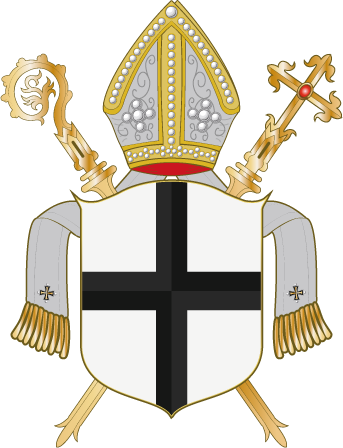
Escut de la diòcesi

La diòcesi comprèn part de Hessen, al centre d'Alemanya. La seu episcopal és la ciutat de Fulda, on es troba la catedral del Santíssim Salvador. A Fritzlar es troba la basílica menor de Sant Pere. El territori s'estén sobre 10.000 km², i està dividit en 305 parròquies, agrupades en 10 vicariats.

## Història
El monestir benedictí de Fulda va ser fundat el 744 per Sant Esturmi, deixeble de Sant Bonifaci, com una de les fortaleses de Bonifaci per a la reorganització de l'Església d'Alemanya, i una base per als missioners que van acompanyar els exèrcits de Carlemany en la seva campanya política i militar contra Saxònia.
El garant inicial de l'abadia va ser Carloman, fill de Carles Martell. El suport del Majordom del Palau d'Aquisgrà i més tard, dels pipínids i dels carolingis, va ser important per a l'èxit de Bonifaci. Fulda també va rebre el suport de diverses famílies nobles que gravitaban al voltant de la cort carolíngia. Esturmi, que era abat entre el 747 i el 779, probablement estava relacionat amb els agilòlfides, ducs de Baviera. Fulda va rebre donacions importants i constants dels labonids, una família noble d'Alsàcia, i dels Corradini, predecessors dels emperadors sàlics del Sacre Imperi. Sota Esturmi aquestes donacions van ajudar a l'abadia a establir altres cases a Johannesberg i Petersberg, prop de Fulda.

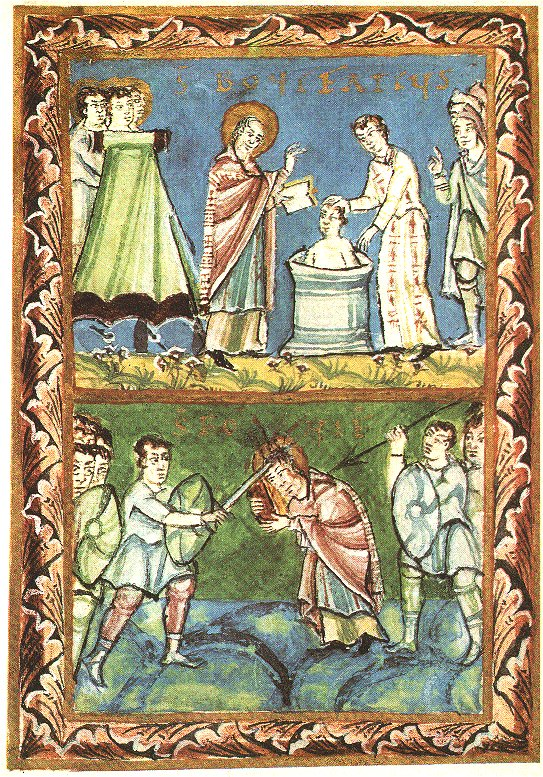
Sant Bonifaci en l'acte de batejar i en el seu martiri, del Santuari de Fulda, segle XI

Després del seu martiri per la gent de Frísia les relíquies de Sant Bonifaci van ser retornades a Fulda. Per això, les donacions al monestir van augmentar considerablement i Fulda va poder construir altres cases religioses, com Hameln. Mentrestant sant Llull, successor de Sant Bonifaci com a arquebisbe de Magúncia, va intentar absorbir l'abadia dins dels límits de la seva arxidiòcesi, però sense èxit. Per això va fundar l'abadia d'Hersfeld, a les fronteres del territori de Fulda.
Entre el 790 i el 819 la comunitat va reconstruir el monestir principal per donar lloc a noves relíquies. El projecte es va basar en el model d'un edifici del segle iv (prèviament enderrocat), l'antiga basílica de Sant Pere de Roma, utilitzant parts del transsepte i la cripta per albergar les restes de Sant Bonifaci, considerat com "Apòstol d'Alemanya". La cripta i la resta de l'abadia original encara conserven aquestes relíquies, però l'església va ser reconstruïda íntegrament durant l'època barroca. Una petita capella que data del segle IX no es troba lluny de l'església, en el lloc on més tard es va fundar una abadia femenina.
Raban Maur fou abat a Fulda del 822 al 842 .
Des de la seva fundació, l'abadia de Fulda i els seus territoris van ser sotmesos a autoritat imperial a través de l'establiment d'un principat sobirà subjecte només a l'emperador del Sacre Imperi Romanogermànic.
La diòcesi de Fulda es va erigir el 5 d'octubre de 1752 amb la butlla In Apostolicae dignitatis del papa Benet XIV i el príncep abat va obtenir el títol tradicional de bisbe príncep. Originalment, la diòcesi estava directament sotmesa a la Santa Seu. Els bisbes-prínceps van governar Fulda i les seves possessions a la regió fins que el bisbat va ser dissolt per la dominació napoleònica en 1803.
Al segle xviii, l'abadia de Fulda i la ciutat es van veure afectades per la influència barroca, concedint-li el títol de "Ciutat barroca". Això va implicar una renovació de l'estil de la catedral de Fulda (1704-1712) i el Stadtschloss (castell-palau, 1707-1712), obra de Johann Dientzenhofer. L'església parroquial de la ciutat, dedicada a San Biagio, fou construïda entre 1771 i 1785.
De 1764 al 1789 Fulda era famosa per les seves fàbriques de porcellana. Per la seva qualitat i la seva raresa, els productes d'aquesta embarcació encara són molt buscats i apreciats. Les fàbriques van ser construïdes sota el govern del príncep bisbe Heinrich von Bibra, però van ser tancades a la seva mort pel seu successor, el príncep bisbe Adalbert von Harstall.
El 16 d'agost de 1821, sota la butlla Provida solersque del Papa Pius VII, amb la qual es van reorganitzar les diòcesis alemanyes després del Congrés de Viena, es va fer que el territori de Fulda coincidís amb la de l'electorat de Hessen, a la qual es van afegir 9 parròquies del Gran Ducat de Saxònia-Weimar-Eisenach. La diòcesi consistia en 70 parròquies, a més de nou del Ducat de Saxònia-Weimar-Eisenach i quaranta que ja pertanyien, com a annexes, a les parròquies Fulda en altres diòcesis que ara queien en l'electorat del territori Hesse, és a dir, el 20 de diòcesi de Mainz i de la diòcesi de Paderborn. Alhora, es va convertir en diòcesi sufragània de l'arxidiòcesi de Friburg.
Després del Concordat amb Prússia de 1929, 13 d'agost va ratificar el 1930 amb la butlla Pastoralis officii nostri del Papa Pius XI, Fulda es va convertir en part de la província eclesiàstica de l'arxidiòcesi de Paderborn; contextualment van ser redefinits al mateix temps els límits diocesans, amb l'adquisició de territoris per l'arxidiòcesi de Paderborn (Erfurt i Heiligenstadt) i la cessió de les parròquies a les seus de Hildesheim i de Limburg.
Després de la Segona Guerra Mundial parts de la diòcesi de Fulda i Würzburg es van trobar a la zona d'ocupació soviètica i després a la República Democràtica Alemanya i va ser cada vegada més difícil per als bisbes el govern d'aquestes àrees de les seves diòcesis. Els bisbes de Fulda llavors van erigir un vicariat general a Erfurt (Bischöflich-fuldaische Generalvikariat), mentre que les de Würzburg instituïren a Meiningen un comissariat episcopal (Bischöfliches Kommissariat). En 1973 la Santa Seu va unir als dos territoris en Bischöflichen Amt Erfurt-Meiningen (administració apostòlica d'Erfurt-Meiningen), encomanant la seva gestió pastoral a un administrador apostòlic amb caràcter episcopal, suspenent de manera efectiva la jurisdicció dels bisbes de Fulda i Würzburg.
En 1994, simultàniament a l'erecció de la diòcesi d'Erfurt en el territori de Bischöflichen Amt Erfurt-Meiningen, es van redefinir els límits de les diòcesis veïnes: Fulda va adquirir la parròquia de Dietlas, però va perdre les d'Abterode, Gasteroda, Vitzeroda, Hambach, Kaiseroda, Tiefenort i Weißendiez.
A partir del 31 de març de 2007 es va adoptar una nova subdivisió territorial en 10 decanats (anteriorment hi havia 29).

## Episcopologi
- Amand von Buseck, O.S.B. † (5 d'octubre de 1752 - 4 de desembre de 1756 mort)
- Adalbert von Walderdorff, O.S.B. † (17 de gener de 1757 - 16 de setembre de 1759 mort)
- Heinrich VIII. von Bibra, O.S.B. † (22 d'octubre de 1759 - 25 de setembre de 1788 mort)
- Adalbert (Wilhelm Adolph Heinrich) von Harstall, O.S.B. † (18 de novembre de 1788 - 8 d'octubre de 1814 mort)
- Heinrich (Philipp Ernst) von Warnsdorf, O.S.B. † (8 d'octubre de 1814 - 17 de febrer de 1817 mort)
  - Sede vacante (1817-1828)
- Johann Adam Rieger † (23 de juny de 1828 - 30 de juliol de 1831 mort)
- Johann Leonard Pfaff † (24 de febrer de 1832 - 3 de gener de 1848 mort)
- Christoph Florentius Kött † (11 de desembre de 1848 - 14 d'octubre de 1873 mort)
- Georg von Kopp † (15 de novembre de 1881 - 9 d'agost de 1887 nomenat bisbe de Breslau)
- Joseph Weyland † (25 de novembre de 1887 - 11 de gener de 1894 mort)
- Georg Ignatz Komp † (21 de maig de 1894 - 24 de març de 1898 nomenat arquebisbe de Friburg)
- Adalbert Endert † (31 d'agost de 1898 - 17 de juliol de 1906 mort)
- Joseph Damian Schmitt † (23 de febrer de 1907 - 10 d'abril de 1939 mort)
- Johann Baptist Dietz † (10 d'abril de 1939 succeduto - 2 d'octubre de 1958 renuncià)
- Adolf Bolte † (30 de juny de 1959 - 5 d'abril de 1974 mort)
- Eduard Schick † (18 de desembre de 1974 - 1 de juliol de 1982 jubilat)
- Johannes Dyba † (1 de juny de 1983 - 23 de juliol de 2000 mort)
- Heinz Josef Algermissen, des del 20 de juny de 2001

## Demografia
A finals del 2013 la diòcesi tenia 403.668 batejats sobre una població de 1.714.494 persones, equivalent al 23,5% del total.
| any  | població | població  | població | sacerdots | sacerdots       | sacerdots       | sacerdots             | diaques | religiosos | religiosos | parròquies |
| ---- | -------- | --------- | -------- | --------- | --------------- | --------------- | --------------------- | ------- | ---------- | ---------- | ---------- |
| any  | batejats | total     | %        | total     | clergat secular | clergat regular | batejats por sacerdot | diaques | homes      | dones      |            |
| 1950 | 782.036  | 3.713.376 | 21,1     | 501       | 381             | 120             | 1.560                 |         | 195        | 2.048      | 284        |
| 1970 | 712.825  | 3.638.170 | 19,6     | 727       | 613             | 114             | 980                   |         | 218        | 901        | 380        |
| 1980 | 474.232  | 1.830.000 | 25,9     | 494       | 371             | 123             | 959                   | 7       | 191        | 741        | 233        |
| 1990 | 463.497  | 1.800.000 | 25,7     | 482       | 380             | 102             | 961                   | 13      | 149        | 567        | 232        |
| 1999 | 450.543  | 1.870.000 | 24,1     | 403       | 353             | 50              | 1.117                 | 18      | 115        | 602        | 172        |
| 2000 | 447.275  | 1.910.000 | 23,4     | 402       | 352             | 50              | 1.112                 | 17      | 103        | 435        | 172        |
| 2001 | 447.431  | 1.931.027 | 23,2     | 425       | 336             | 89              | 1.052                 | 22      | 136        | 411        | 172        |
| 2002 | 443.663  | 1.950.000 | 22,8     | 390       | 333             | 57              | 1.137                 | 27      | 112        | 418        | 172        |
| 2003 | 441.663  | 3.147.000 | 14,0     | 408       | 323             | 85              | 1.082                 | 29      | 134        | 400        | 172        |
| 2004 | 440.593  | 3.212.000 | 13,7     | 379       | 321             | 58              | 1.162                 | 32      | 112        | 378        | 173        |
| 2006 | 434.916  | 2.300.000 | 18,9     | 365       | 311             | 54              | 1.191                 | 35      | 83         | 330        | 223        |
| 2013 | 403.668  | 1.714.494 | 23,5     | 327       | 286             | 41              | 1.234                 | 49      | 85         | 231        | 305        |